# Achladokambos
Achladokambos (griechisch Αχλαδόκαμπος (m. sg.) = Birnenland) ist seit 1. Januar 2011 ein Gemeindebezirk (Δημοτική Ενότητα Αχλαδοκάμπου) und Ortsgemeinschaft (Τοπική Κοινότητα Αχλαδοκάμπου) in der Gemeinde Argos-Mykene im Westen der Argolis. Vor der Kallikratis-Reform war Achladokambos von 1997 bis 2010 eine eigenständige Landgemeinde (Κοινότητα Αχλαδοκάμπου).

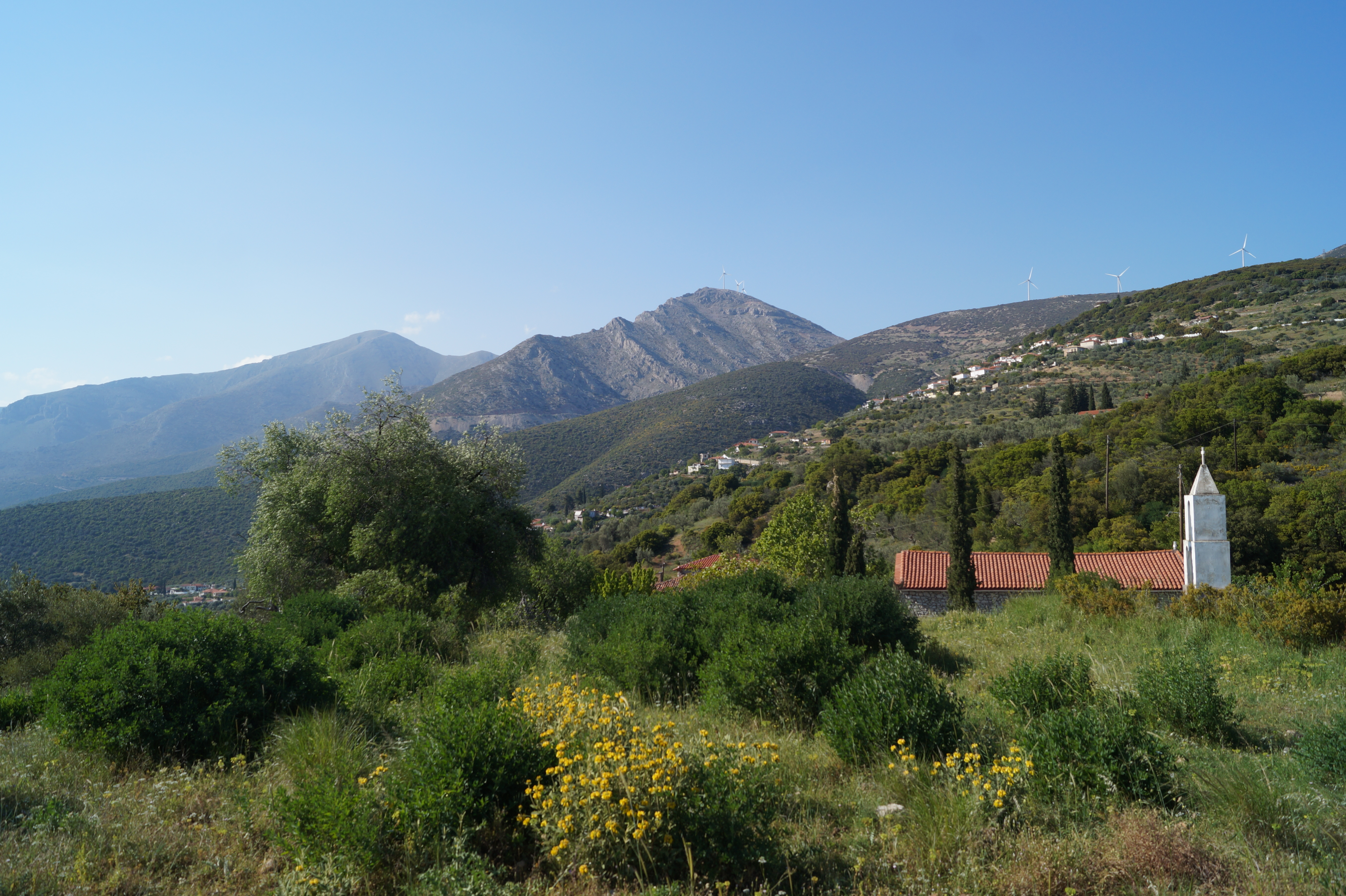
Blick von Süden auf Achladokambos

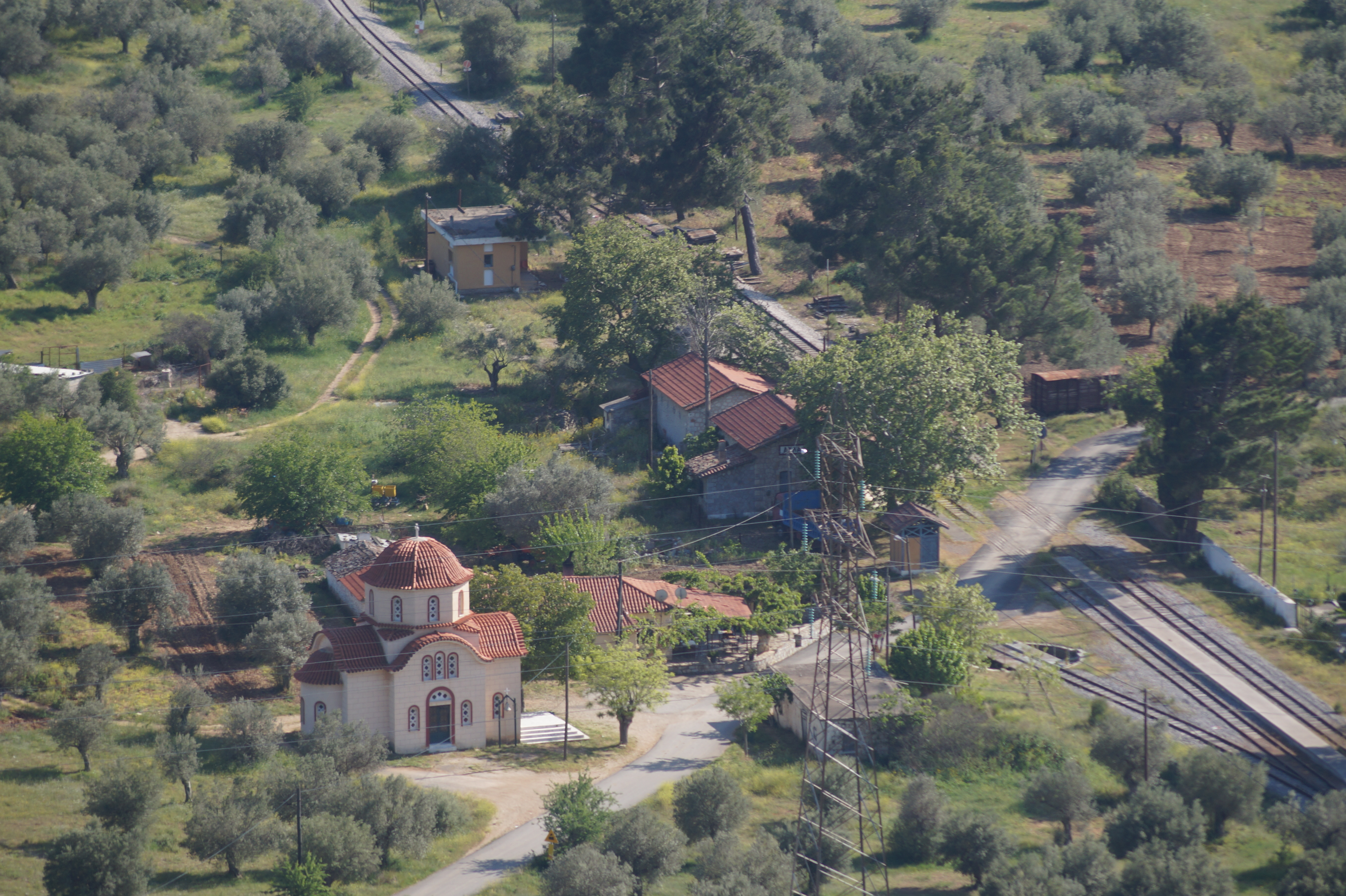
Bahnhof von Achladokambos

## Geschichte
Etwa 1 km südlich des Ortes befinden sich die Ruinen des antiken Hysiai. 1583 während der ersten Osmanischen Periode hatte Achladokambos 77 Einwohner. Die venetianische Volkszählung von 1700 erfasste 21 Familien. William Martin Leake besuchte 1805 das Dorf und berichtete, dass es von etwa 80 Familien bewohnt wurde und es zur Vilâyet von Agios Petros gehörte.
Während der Griechische Revolution diente Achladokambos hauptsächlich als Versorgungsstation der Freiheitskämpfer. 1821 begab sich Staikos Staikopoulos mit 200 Mann hier her, um die Entsendung von osmanischer Verstärkung aus Tripoli für das belagerte Nafplio zu unterbinden. Im Juli 1822 trafen sich hochrangige Freiheitskämpfer – darunter Theodoros Kolokotronis und Petros Mavromichalis – in Achladokambos. Ende 1826 hielten die Kämpfer von Hatzimichalis Dalianis und Panayotis Notaras ein ägyptisches Heer hier auf. 1832–1833 war hier ein Reiterheer unter der Führung von Dimitrios Kallergis stationiert.
Ende 1890 wanderten viele Einwohner von Achladokambos in die Vereinigten Staaten aus. Um untereinander und auch mit ihrem Heimatort in Verbindung zu bleiben, gründeten sie 1905 dort die Brotherhood of Achladokambiton Chicago.